# Eddie Cahill
Edmund Patrick "Eddie" Cahill (* 15. ledna 1978, New York, USA) je americký herec známý především díky roli Dona Flacka v seriálu Kriminálka New York.
Narodil se v New Yorku, je irsko-italského původu. Hostoval v seriálech Čarodějky, Felicity, Dawsonův svět, Sex ve městě, Zákon a pořádek: Útvar pro zvláštní oběti. Hostoval také v seriálu Přátelé jako mladý asistent Rachel Greenové. Zahrál si Jima Craiga ve filmu Hokejový zázrak.

## Dětství a dospívání
Eddie Cahill se narodil v New Yorku, ve státě New York. Je prostřední dítě, má starší a mladší sestru. Má irské předky od svého otce a italské od matky.
Cahill dokončil úspěšně střední školu Byram Hills High School v Armonku, New York. Chodil na Skidmore College v Saratoga Springs a hrál v Atlantic Theather Acting School, která je součástí Univerzity New York.

## Kariéra
V roce 2000 hrál postavu jménem Nicky Silver v divadelní hře divadla Broadway "The Altruists". Hned poté by pozván, aby hostoval v pár televizních seriálech, jako například Sex ve městě, Felicity, Čarodějky a Zákon a pořádek: Útvar pro zvláštní oběti. Cahill si zahrál i v několika epizodách slavného sitcomu Přátelé, kde hrál přítele Rachel Taga Jonese. V roce 2002 hrál v devíti epizodovém Glory Days, kde se ukázal po boku australské herečky Poppy Montgomery.
V roce 2004 si zahrál svůj dětský idol (brankáře Jima Craiga) v Hokejovém zázraku. Objevil se také v jedné epizodě Dawsonova světa a ve dvou dílech seriálu Pronásledovaný. Poté byl pozván, aby si zahrál ve filmu o skateboradingu Legendy z Dogtownu. Když se televize CBS rozhodla, že začne natáčet třetí seriál do série Kriminálka Las Vegas, Kriminálka New York, dostal Cahill roli na detektiva vražd Donalda Flacka. Seriál běžel devět řad a Cahill hrál ve všech 197 epizodách.
Během působení v Kriminálce natáčel dva další filmy. V This is not a Test se setkal s kolegy z Kriminálky New York Carminem Giovinazzem a Hillem Harperem. Ve stejný rok jako tento film (2008) byl natočen ještě The Narrows, kde Cahill hrál postavu Nicka Shadese.
Cahill se vrátil do Atlantic Theater Company v červnu 2011 a zahrál si Toma Donaghy ve hře "I need a Quote". V létě 2012 hrál ve hře "3C" v Rattlestick Playwrights Theater v New York City.
V roce 2014 byl obsazen do seriálu Pod kupolí. Seriál byl zrušen po třech řadách. V roce 2016 byl obsazen do hlavní role v seriálu Právem odsouzeni. Seriál byl zrušen po odvysílání první řady.

## Osobní život
Cahill se 12. července 2009 v Los Angeles oženil se svou dlouhodobou přítelkyní Nikki Uberti. Pár má syna Henryho, který se jim narodil v roce 2009. Nikki je umělkyně, maskérka a bývalá modelka. Cahill má vytetované její jméno na rameni.
Cahill je známý jako fanoušek hokejového týmu New York Rangers. Také po dobu tří sezon psal články na blog při každém playoff, kdy hodnotil výkon tohoto týmu během zápasů a zároveň připisoval své názory.

## Filmografie

### Film
| Rok  | Název              | Role         | Poznámky |
| ---- | ------------------ | ------------ | -------- |
| 2004 | Hokejový zázrak    | Jim Craig    |          |
| 2005 | Legendy z Dogtownu | Larry Gordon |          |
| 2008 | This Is Not a Test | Robert Forte |          |
| 2008 | Narrows            | Nicky Shades |          |

### Televize
| Rok       | Název                                     | Role               | Poznámky                                   |
| --------- | ----------------------------------------- | ------------------ | ------------------------------------------ |
| 2000      | Sex ve městě                              | Sean               | díl: „Kluk, holka, kluk, holka“            |
| 2000      | Čarodějky                                 | Sean               | díl: „Neviditelní“                         |
| 2000      | Felicity                                  | James              | 3 díly                                     |
| 2000–2001 | Přátelé                                   | Tag Jones          | 7 dílů                                     |
| 2001      | Zákon a pořádek: Útvar pro zvláštní oběti | Tommy Dowd         | díl: „Folly“                               |
| 2002      | Glory Days                                | Mike Dolan         | 9 dílů                                     |
| 2002      | ronásledovaný                             | Nicholas Trenton   | 2 díly                                     |
| 2002      | Dawsonův svět                             | Max Winter         | díl: „Everything Put Together Falls Apart“ |
| 2004-2013 | Kriminálka New York                       | detektiv Don Flack | hlavní role, 197 dílů                      |
| 2014–2015 | Pod kupolí                                | Sam Verdreaux      | 26 dílů                                    |
| 2016–2017 | Právem odsouzeni                          | Conner Wallace     | hlavní role, 13 dílů                       |
| 2018      | Hawaii 5-0                                | Carson Rodes       | díl: „Aia i Hi'ikua; i Hi'ialo“            |

### Divadlo
| Rok  | Název                                 | Role     | Poznámky                        |
| ---- | ------------------------------------- | -------- | ------------------------------- |
| 1999 | Gramercy Park is Closed to the Public | Dex      | Powerhouse Theater              |
| 2000 | The Altruists                         | Lance    | Vineyard Theatre                |
| 2011 | I Need a Quote                        | prodejce | Atlantic Stage 2                |
| 2012 | 3C                                    | Terry    | Rattlestick Playwrights Theater |